# Eucrostes iocentra
Eucrostes iocentra là một loài bướm đêm trong họ Geometridae.